# Carpanzano
Carpanzano es un municipio sito en el territorio de la provincia de Cosenza, en Calabria (Italia).

## Demografía
| Gráfica de evolución demográfica de Carpanzano entre 1861 y 2001 |
|                                                                  |
| fuente ISTAT - elaboración gráfica a cargo de Wikipedia          |

- Datos: Q737367
- Multimedia: Carpanzano / Q737367

1. ↑  Worldpostalcodes.org, código postal n.º 87050.
2. ↑  «Codici Catastali». Comuni-italiani.it (en italiano). Consultado el 29 de abril de 2017.